# 沉钟社
沉钟社是中华民国一个文学社团，以《沉钟》刊物而得名。“沉钟”取自德国格哈特·霍普特曼的戏剧《沉钟》，寓意“坚韧不拔、坚持到底”，第一期首页就写了英国吉辛的名句“而且我要你们一齐都证实……我要工作啊，一直到我死亡之一日”。

## 内容
沉钟社大多写作知识青年对军阀割据的中国社会的不满和沉闷，兼有浪漫主义和现实主义，同时刊行大量翻译作品，有俄国安德列夫、契诃夫、匈牙利裴多菲、德国戈特霍尔德·埃夫莱姆·莱辛、歌德、霍夫曼、奥地利莱纳·玛利亚·里尔克、法国伏尔泰、古尔蒙、阿纳托尔·法郎士、英国吉辛、瑞典奥古斯特·斯特林堡、美国爱伦·坡等。

## 历史
1925年秋季，陈炜谟、陈翔鹤、冯至等在北京建立沉钟社，创办刊物《沉钟》周刊。
1926年8月10日，《沉钟》改作半月刊。
1927年，《沉钟》停刊。
1933年10月15日，《沉钟》重新开办。
1934年2月28日，《沉钟》再度停刊，沉钟社也解散。

## 评价
鲁迅：“中国最坚韧、最诚实、挣扎得最久的团体”。